# Aalbek (Stör)
|  | No s'ha de confondre amb Aalbeke. |

L'Aalbek (en baix alemany Aalbeek, pronuncia ['aːlbeːk]) és un afluent de l'Stör d'uns 12,5 km que neix a Loop al districte de Steinburg a l'estat de Slesvig-Holstein (Alemanya) i que desemboca a l'Stör a Ehndorf.
Neix de la confluència d'uns recs prop del munt Aalberg on forma la frontera entre els municipis de Loop i Einfeld, passa per Ellhorn, Wasbek i desemboca a l'Stör al sud del poble d'Ehndorf. Des del 2007 va començar la renaturalització del riu: les preses van ser supprimides i reemplaçades per a cascades suaus, es va posar grava i còdols llargs als quals l'aigua borbolla i s'enriqueix d'oxigen. Tres anys més tard ja van tornar truites de riu, anguíl·lids, pèrcids i gasterosteids. Una gestió durable de les riberes va contribuir a una diversificació de la flora i de la fauna.

## Principals afluents
D'amunt cap a avall
- Russengraben
- Stover Graben
- Randgraben
- Brachenfelder Graben
- Witthörnsgraben
- Schmalenbrooksbek
- Drehmerskoppelgraben

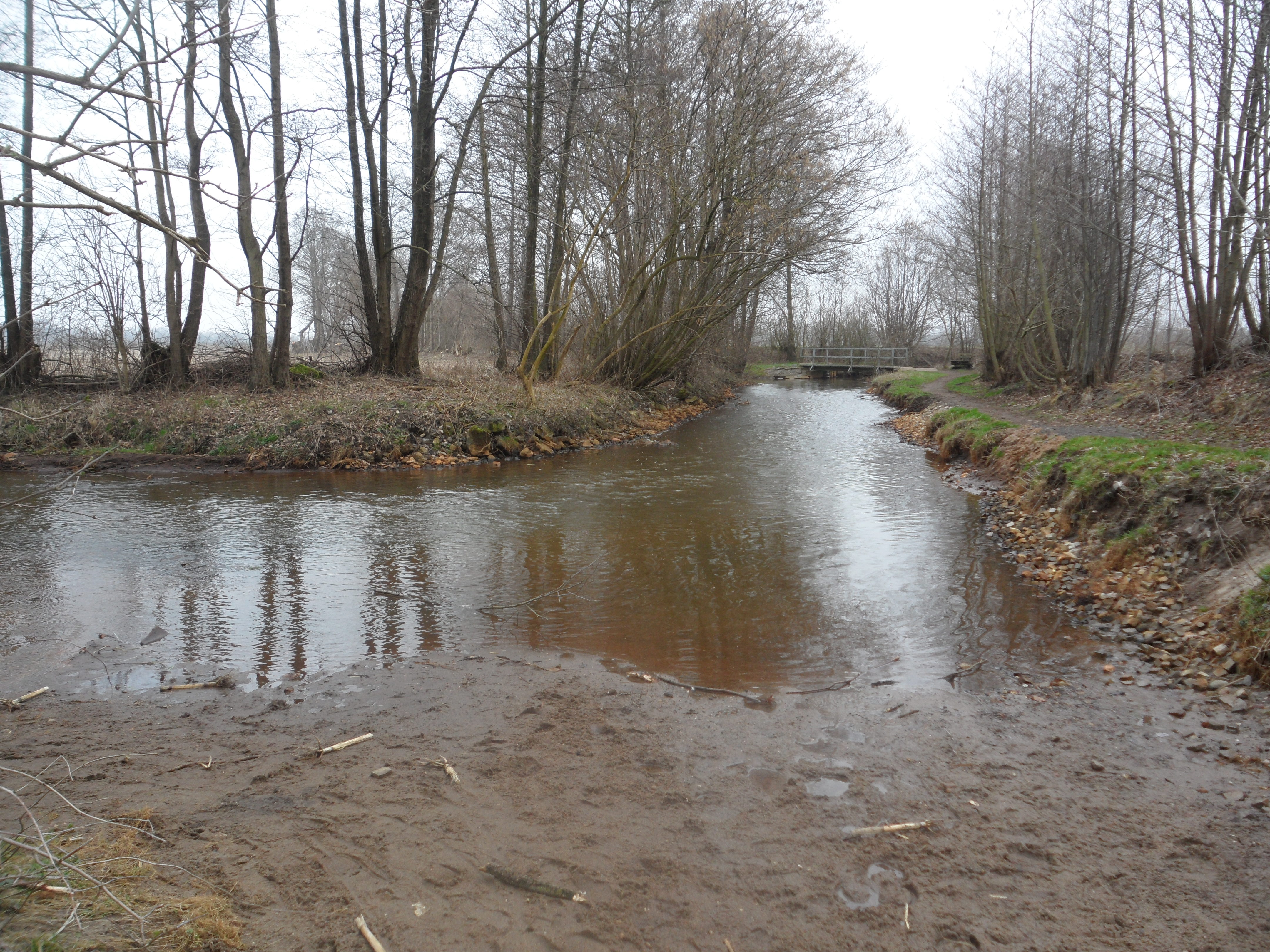
Gual a l'Aalbek prop de Neumünster
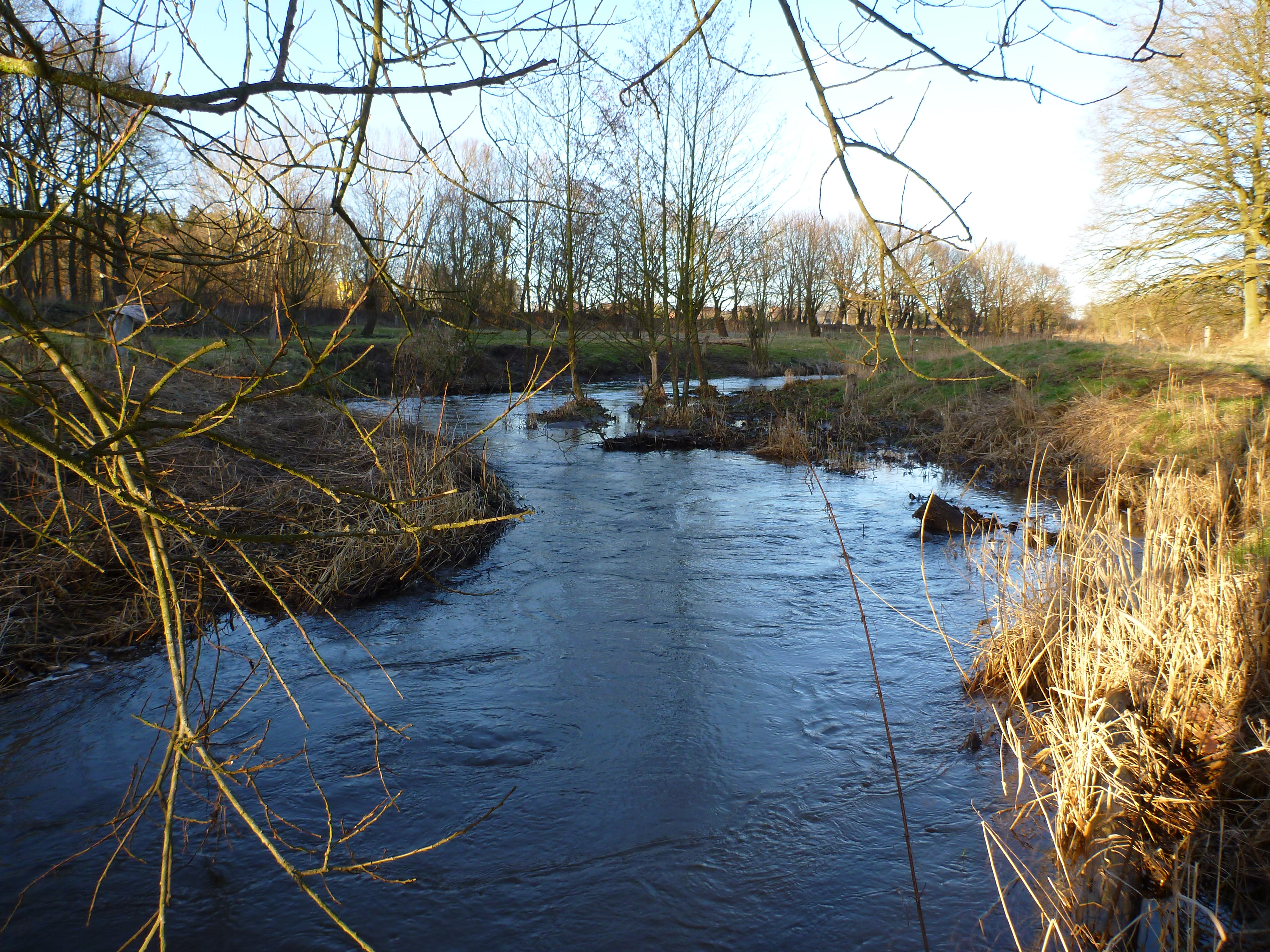
Aalbek prop de Wasbek
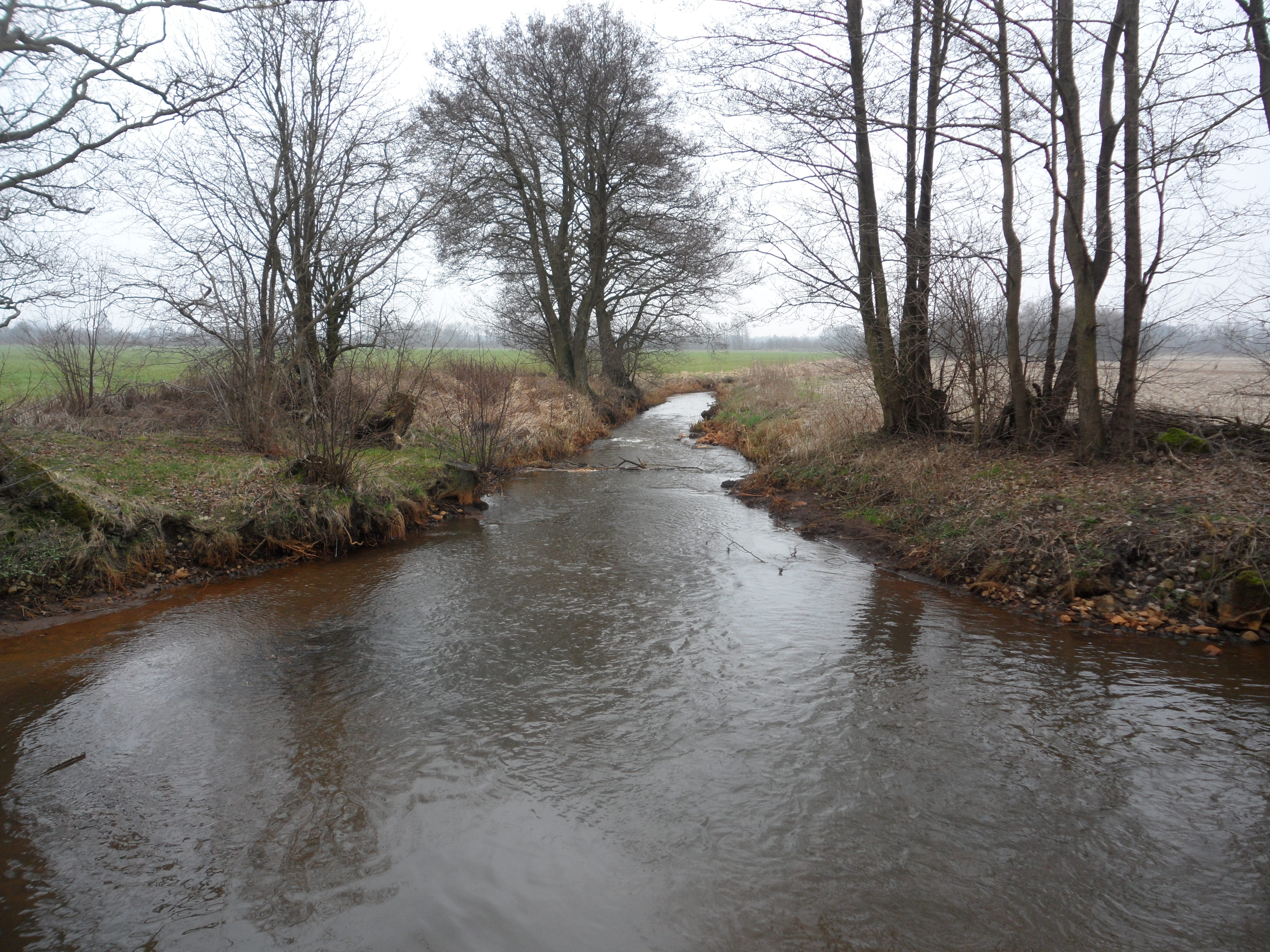